# 라케시 샤르마

라케시 샤르마

라케시 샤르마(Rakesh Sharma, 1949년 1월 13일 ~ )는 1984년 4월 2일 인터코스모스 프로그램의 일환으로 소유즈 T-11호에 탑승한 인도 공군 조종사였다. 샤르마는 우주를 여행한 최초의 인도 시민이다.

## 같이 보기
- ISRO 유인 우주선
- 칼파나 촐라